# Scolelepis pettiboneae
Scolelepis pettiboneae är en ringmaskart som beskrevs av Maciolek 1986. Scolelepis pettiboneae ingår i släktet Scolelepis och familjen Spionidae. Inga underarter finns listade i Catalogue of Life.